# Bulgan (Stadt)

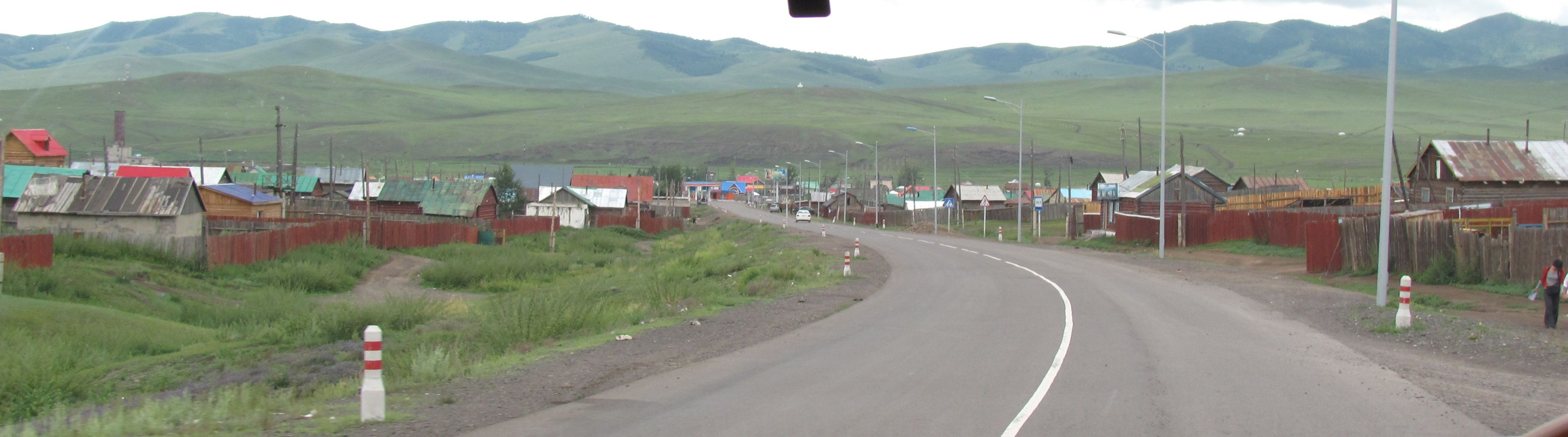
Hauptstraße.

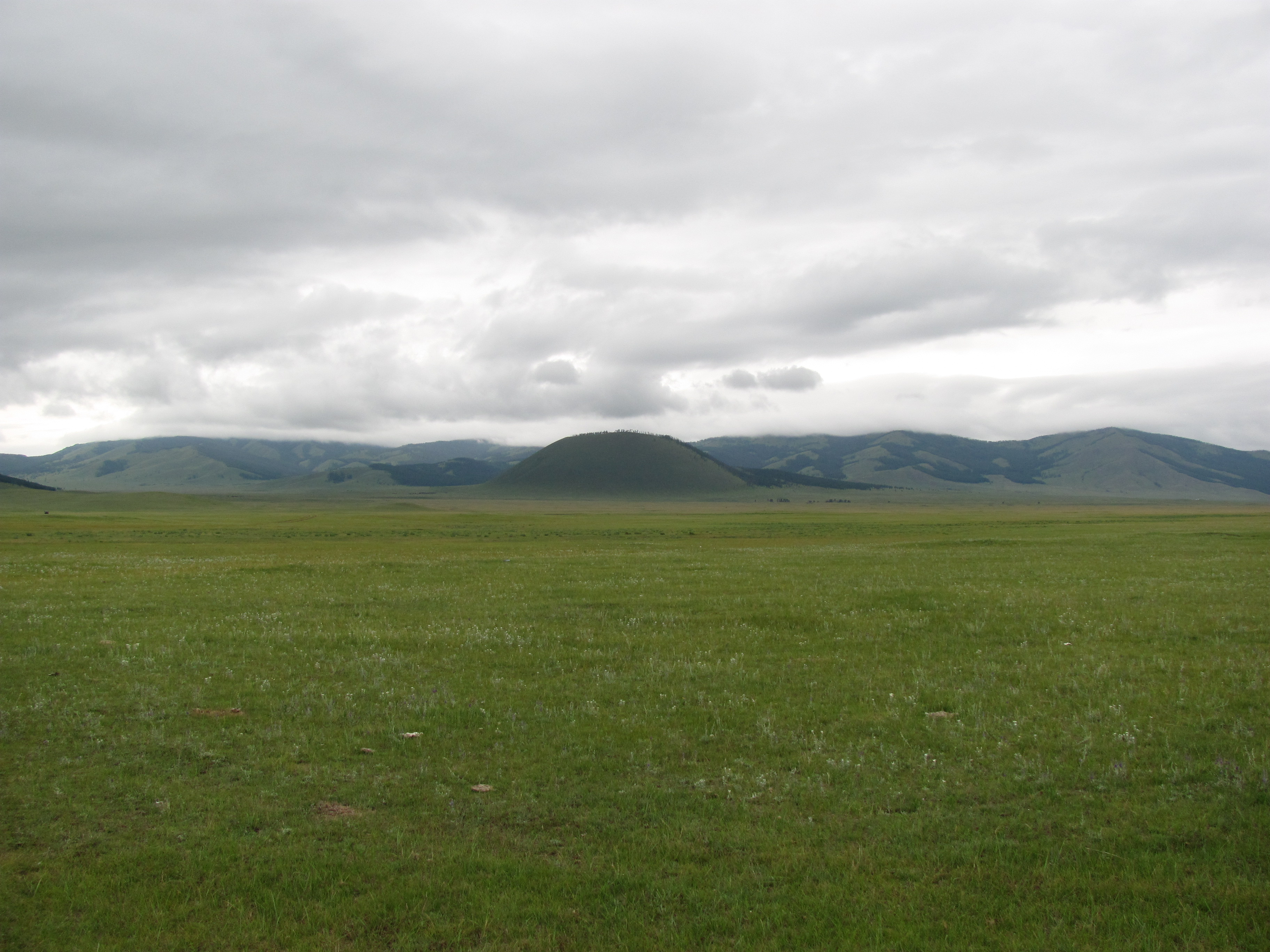
Blick zum Uran Uul.

Bulgan  (mongolisch Булган) ist die Hauptstadt des Bulgan-Aimag (Provinz) in der Mongolei.

## Lage und Größe
Bulgan liegt 1208 m. ü. d. M. und zählt 11.000 Einwohner. Die Entfernung nach Ulan Bator beträgt 468 km, die nächste größere Stadt, Erdenet, ist 68 km entfernt.

## Geschichte und Stadtbild
Bulgan wurde 1938 gegründet. Im Gegensatz zu vielen anderen Ortschaften der Mongolei leben die meisten Einwohner Bulgans nicht in Jurten, sondern in Holzhäusern, da wegen der waldreichen Umgebung der Stadt Holz als Baumaterial in genügender Menge zur Verfügung steht.

## Sehenswürdigkeiten
Am südlichen Stadtrand befindet sich ein in ein Museum umgewandelter Militärstützpunkt, der 1921 in einem 1668 erbauten Gebäude eingerichtet wurde. In der Hauptstraße im Stadtkern ist ein weiteres Museum sehenswert, in dem neben landwirtschaftlichen Geräten u. a. an den ersten Mongolen im Weltall, den Kosmonauten Dschügderdemidiin Gürragtschaa, erinnert wird. Er wurde 1947 im Aimag Bulgan geboren.
Das Mausoleum des als Nationalhelden verehrten Khatanbaatar Magsarjav, der 1912 die mongolische Stadt Chowd von den Chinesen befreite, befindet sich auf einem Hügel im Südwesten der Stadt.
Etwas außerhalb des Stadtzentrums ist das Kloster Dashchoinkhorlon Khiid sehenswert. Es wurde 1992 erbaut, nachdem der Vorgängerbau, das von rund 1000 Mönchen bewohnte Bangiin-Khuree-Kloster, 1937 unter Chorloogiin Tschoibalsan zerstört worden war.

## Infrastruktur
Als Aimag-Hauptstadt ist Bulgan Sitz verschiedener Behörden und Schulen. Die Stadt verfügt ebenfalls über ein Krankenhaus, Hotels und einige Geschäfte.

## Verkehr
Der Flughafen von Bulgan (UGA/ZMBN) verfügt über eine unbefestigte Landebahn. Er bietet regelmäßige Flüge von und nach Ulaanbaatar und dient auch als Zwischenhalt für einige der westlichen Aimags.
Zwischen Bulgan, Erdenet und Ulaanbaatar verkehren Linienbusse.

## Umgebung
Das 1600 ha große Naturschutzgebiet Uran-Togoo-Tulga wird wegen der erloschenen Vulkane, von denen der Uran Uul der bekannteste ist, viel besucht. Es liegt rund 60 km westlich von Bulgan.

## Söhne und Töchter der Stadt
- Luwsanlchagwyn Daschnjam (1940–2017), Eisschnellläufer
- Badsaryn Süchbaatar (* 1943), Ringer
- Julija Balykina (1984–2015), belarussische Sprinterin